# Fangzhang
Fangzhang (chiń. 方丈; pinyin Fāngzhang) – w mitologii chińskiej górzysta rajska wyspa położona na wschodnim oceanie, stanowiąca miejsce zamieszkania nieśmiertelnych. Wyspa stanowiła cel wyprawy Xu Fu w poszukiwaniu ziela nieśmiertelności pod koniec III wieku p.n.e., zakończonej prawdopodobnie dopłynięciem do brzegów Japonii. Pod nazwą Fanghu (方壺) została wspomniana w traktacie Liezi, jako jedna z pięciu rajskich wysp. Współcześnie przypuszcza się, że Fangzhang oraz dwie inne rajskie wyspy, Penglai i Yingzhou, należy utożsamiać z archipelagiem Peskadorów.
Nazwą tą określa się także celę mniszą w buddyjskim klasztorze.